# Enyhén értelmi fogyatékosok
Az enyhén értelmi fogyatékosok az értelmi fogyatékosok (mentálisan sérültek) egyik alcsoportját képezik. (Korábbi elnevezésüket: debilisek, a modern gyógypedagógia már nem használja.) 

## Leírása
Az enyhén értelmi fogyatékosok személyiségfejlődési zavara, akadályozottsága az idegrendszer enyhe, különféle eredetű, örökölt vagy korai életkorban szerzett sérülésével és/vagy funkciózavarával függ össze. Az enyhe fokú értelmi fogyatékosság (mentális sérülés) diagnosztizálása elsősorban orvosi, gyógypedagógiai és pszichológiai feladat. Pszichodiagnosztikai vizsgálatokkal megállapítható a kognitív funkciók lassúbb fejlődése, emellett a nem kifejezetten intellektuális területeken is jelentkezhetnek eltérések.
A BNO szerint az intelligenciatesztekkel mért értelmességük az 50-69 IQ tartományba esik. Diagnosztikus ismérvek: „A megértés és a nyelvhasználat lassabban alakulhat ki, a kifejező beszédkészségek hiányosságai egészen a felnőttkorig észlelhetők, és lassítják az önállóság kialakulását. Csak kisebb részüknél lehet organikus okokat felfedezni. Autizmus és más fejlődési rendellenességek, epilepszia, magatartászavarok és testi fogyatékosságok változó arányban találhatók.” (BNO-10, F 70). 
Az enyhén értelmi fogyatékosok fejlődése igen változatos attól függően, hogy milyen egyéb érzékszervi, motorikus, beszédfejlődési, viselkedési stb. rendellenességeket mutatnak, amelyek vagy oksági összefüggésben állnak az értelmi fogyatékossággal, vagy következményesen egyéb hatásokra alakulnak ki. Tanulási helyzetekben megfigyelhető jellemzőik: a téri tájékozódás, a finom motorika, a figyelemkoncentráció, a bonyolultabb gondolkodási folyamatok, a kommunikáció, valamint a szociális alkalmazkodás fejlődésének eltérései. Ezek egyénenként változó mértékben és mindig egyedi kombinációban jelennek meg; a tanulási képesség különböző mértékű fejlődési zavarát is mutatják és akadályozzák az iskolai tanulás eredményességét. 
Az enyhén értelmi fogyatékosokat jellemző tünetek az iskoláskor előtt kevéssé feltűnőek. Iskola-érettségük nem alakul ki teljesen 6-7 éves korra. Oktatásuk többnyire az enyhén értelmi fogyatékosok eltérő tantervű általános iskoláiban (EÁI) történik. Megfelelő gyógypedagógiai támogatás és kedvező szociális feltételek esetén integrált iskoláztatásuk megkísérelhető. Speciális nevelési szükségleteiknek megfelelő rendszeres gyógypedagógiai oktatás/terápia hatására mentális képességeik is fejlődnek. Az EÁI 8. osztályának elvégzése után szakmát tanulhatnak és döntő többségük önálló életvezetésre képessé válik.